# Vicke Viking

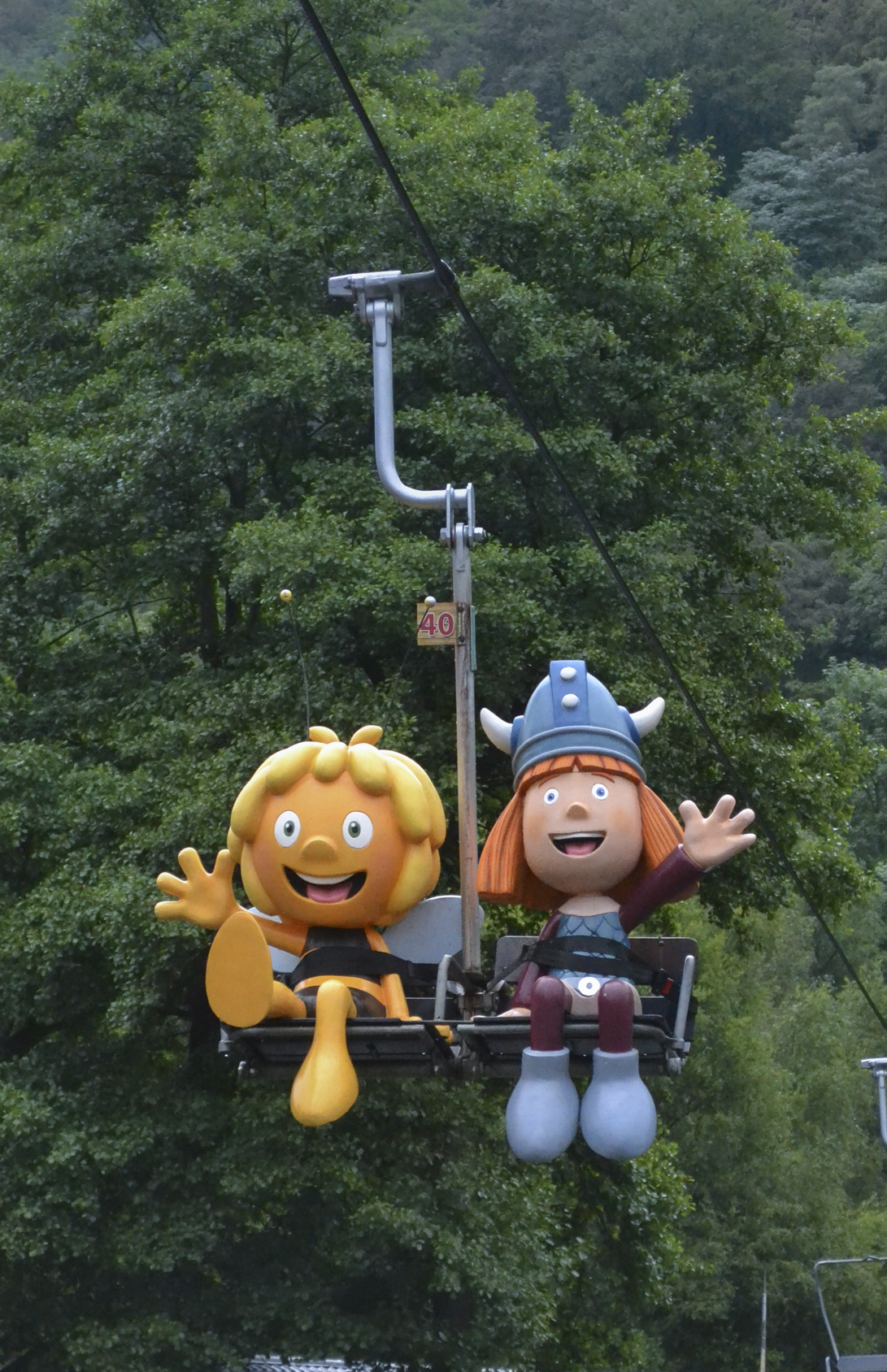
Vicke Viking till höger, bredvid Biet Maya, på nöjesparken Plopsa Coo i Belgien.

Vicke Viking är en barnboksfigur som förekommer i sju böcker av Runer Jonsson, och ytterligare fem böcker som har getts ut postumt på tyska. Böckerna är inspirerade av de isländska sagorna och Frans G. Bengtssons roman Röde Orm. Men Vicke är en pojke som inte är intresserad av våld utan föredrar att använda sin hjärna. 
De första sex böckerna illustrerades av den politiske karikatyrtecknaren EWK, och övriga av Christoph Schöne i Tyskland. Vicke har översatts till ett tjugotal språk. Runer Jonsson fick tyska ungdomslitteraturpriset 1965 för sitt författande om Vicke Viking och Emilpriset 1996. TV-bearbetningar, radiopjäser och musikaler har gjort Vicke Viking känd bland flera generationer barn världen över. 

## Förteckning av böckerna
- Vicke Viking (1963)
- Vicke Viking lurar de rödögda (1965)
- Vicke Viking Hederskung (1966)
- Vicke Viking i Vinland (1967)
- Vicke Viking och burduserna (1969)
- Vicke Viking störtar tyrannerna (1975)
- Vicke tar över (1994)

Läs mer om Vicke Viking i t.ex. "Författare & illustratörer för barn och ungdom", del 4.

## I andra medier
En tecknad barnfilm baserad på berättelserna av Vicke Viking producerades i Japan 1974-75 på uppdrag av den tyska TV-kanalen ZDF som en 78 avsnitt lång TV-serie. Den rönte stor popularitet i bland annat Japan, Tyskland, Österrike, Schweiz, Spanien och Storbritannien på 70- och 80-talet, men visades inte på svensk TV förrän långt senare.
En tysk spelfilm baserad på berättelserna om Vicke Viking, Wickie und die starken Männer, producerades av Michael Herbig och släpptes sommaren 2009. En uppföljare, Vicke Viking, utgavs 2011. Dessa filmer har visats vid enstaka tillfällen i Sverige, men har inte haft någon "vanlig" biopremiär.
År 2014 skapades en 3D-animerad film, Vicke Viking, som även dubbades till svenska och visades på svensk barn-TV.